# 月坪站
月坪站（：／ Wolpyeong yeok */?）副站名韓國科學技術院（한국과학기술원），是大田地鐵1號線沿線的一座地下車站，位於韓國大田廣域市西区月坪洞。

## 車站結構
本站站體為2面2線側式月台的地下車站，設有月台幕門。

### 月台配置
| 葛馬 ↑ |
| \| 上  |
| ↓ 甲川 |

| 月台 | 路線               | 目的地                                 |
| ---- | ------------------ | -------------------------------------- |
| 上行 | ●大田都市铁道1号线 | 葛馬、市廳、大田、板岩方向             |
| 下行 | ●大田都市铁道1号线 | 甲川、儒城溫泉、世界盃競技場、盤石方向 |

## 歷史
- 2007年4月17日：落成啟用。

## 車站周邊
- 韓國科學技術院
- E-mart Traders（朝鲜语：이마트 트레이더스）月坪店
- 大田日報報社
- 西大田高校
- 恩平公園
- 儒林公園
- 甲川大橋

## 相鄰車站
大田廣域市都市鐵道公社
●大田都市铁道1号线
葛馬（113）－月坪（114）－甲川（115）